# Wężymord niski
Wężymord niski (Scorzonera humilis) – gatunek byliny należący do rodziny astrowatych. Znany też jako wężymord zwyczajny. Występuje w Środkowej Europie, na północy do południowej Skandynawii i w południowej Europie. W Polsce rośnie na całym obszarze nizinnym i niższych partiach górskich, wyżej bardzo rzadko. Roślina do 40 cm wysokości, prawie naga.

## Morfologia

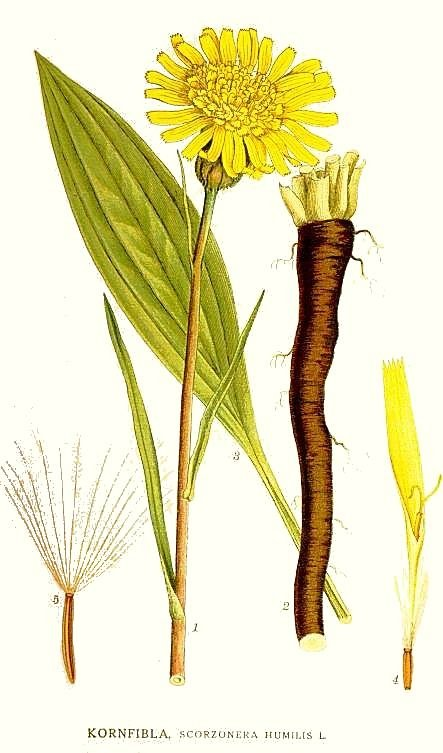
Morfologia

ŁodygaU nasady bez pęczka włókiem, z resztkami wyschniętych pochew liściowych. Wełniście owłosiona.
LiścieOdziomkowe, zielone, lancelowate, łodyga bezlistna lub z łuskowatymi liśćmi.
KwiatyJasnożółte, na brzegach dwukrotnie dłuższe od listków okrywy.

## Biologia i ekologia
Porasta łąki torfowiskowe, bory sosnowe, wilgotne wrzosowiska. Unika wapiennego podłoża. Kwitnie od maja do lipca.

## Zastosowanie
Roślina ma jadalne korzenie, a także działanie lecznicze.